# Коптевская организованная преступная группировка
Коптевская организованная преступная группировка — организованная преступная группировка, в 1990-е годы занимавшаяся криминальной деятельностью на территории Москвы и Московской области. Была самой влиятельной преступной группировкой севера Москвы.

## История создания
Группировка была создана в конце 1980-х годов Виктором Довжиновым по кличке «Потёма». По версии некоторых СМИ, она тяготела к объединению с Долгопрудненской ОПГ. Дружественной им также была Кунцевская ОПГ, некоторые авторитеты «коптевских» даже стали впоследствии её членами.
Спустя некоторое время группировка окончательно оформилась. Следует отметить, что ни знаменитых воров в законе, ни особо влиятельных «авторитетов» во главе «коптевцев» не стояло. На роли лидеров вышли братья Наумовы — Александр и Василий Михайловичи (Наум-старший и Наум-младший соответственно). Хотя на самом деле Василий был 1959 года рождения, а Александр — 1962 года.
Особенностями данной группировки является то, что она удерживала на протяжении всего времени своего существования все занятые ещё в конце 1980-х годов позиции, при этом не покушаясь на территории других бригад. Более того, братья Наумовы более тяготели к законному ведению бизнеса, и постепенно легализовывали группировку.
Другой особенностью группировки было то, что большинство её членов были бывшие спортсмены, вместе тренировавшиеся на стадионе «Наука». Братья Наумовы, Соловей, Корней и другие занимались вольной борьбой. Василий был мастером спорта СССР, «Соловей» — чемпионом Европы среди молодёжи.

## 1990-е годы
Коптевская группировка была достаточно спокойной до 6 ноября 1993 года, когда во время попытки задержания у Коптевских бань произошла перестрелка членов ОПГ с  сотрудниками Регионального Управления по борьбе с организованной преступностью по Москве и Московской области. Во время бегства бандиты обстреляли две машины милиционеров. Многие считают, что правоохранительные органы с тех пор мстили «коптевским», и даже устраивали покушения на их лидеров. Следует также отметить, что одно время с «коптевскими» достаточно тесно сотрудничал Александр Солоник.
Начиная с 1994 года, по Москве прокатилась волна убийств лидеров группировки. 26 ноября 1994 года один из них, Александр Соловьёв по кличке «Соловей», был расстрелян у входа в ресторан «Лукоморье», на Красноармейской улице, у дома № 10. От шести ранений в голову и грудь «Соловей» скончался на месте. Вскоре без вести пропал ещё один из лидеров группировки по кличке «Челюсть». По различным версиям, он либо бежал за границу, выкрав часть «общака» группировки, либо был убит. По некоторым слухам и данным руку к смерти приложила «Белая стрела».
23 марта 1995 года на Ленинградском шоссе машину «Audi 100», в которой находились Александр Наумов и Юрий Кузьменков по кличке «Мотя», подрезала «ВАЗ-2104» и вынудила остановиться. Как только это произошло, через заднее стекло «четвёрки» неизвестными киллерами был открыт шквальный огонь, в результате которого Наум-старший и Мотя были убиты на месте. Убийцы подожгли свою машину и скрылись. Наум был похоронен на Ваганьковском кладбище.
Первоначально правоохранительные органы предполагали, что члены Коптевской ОПГ, лидером которой стал Василий Наумов, устроили в ночь с 3 на 4 июня 1995 года перестрелку с членами одной из ОПГ города Солнечногорск на местной дискотеке в ДК имени Лепсе, в результате которой погибло сразу пять человек и что это была месть за убийство Наума-старшего, хотя позднее расследование опровергло версию участия «коптевских» в этом преступлении. Хотя некоторым слухам и данным руку к смерти их всех приложила «Белая стрела».
Официально Василий Наумов был видным бизнесменом, директором фирм «Мирандо» и «Тенэк». Интересно, что в начале 1990-х годов все лидеры Коптевской ОПГ стали учредителями различных коммерческих структур, например, автосалонов, рынков, банков. Как ни парадоксально, но Наума-младшего охраняли бойцы из милицейского спецподразделения «Сатурн».
26 мая 1995 года на Фестивальной улице, неподалёку от дома, в котором проживал начальник РУОП генерал Владимир Рушайло, милиционеры задержали некоего подозрительного чеченца, который в  отделении милиции сообщил, что шёл не к Рушайло, а к коптевскому авторитету Сергею Зимину, проживавшему со своей подругой в доме №24 на той же улице. К Зимину, адрес которого милиция долгое время не могли установить, тотчас же отправились сотрудники РУОП. Спустя некоторое время к дому подъехал автомобиль BMW, в которой находились три телохранителя Зимина. Поднявшись на этаж Зимина они убедились, что ничего подозрительного нет, и по радиотелефону связались с Зиминым. Как только завершились переговоры, оперативники задержали охранников и прошли вместе с ними в квартиру, где в углу одной из комнат они увидели сваленные в кучу бронежилеты, а после тщательного осмотра квартиры были найдены незарегистрированное помповое ружье, снаряженную патронами обойму к пистолету Макарова, а также многочисленные документы и удостоверения, среди которых внимание оперативников привлекло удостоверение сотрудника ГУВД Московской области на имя Сергея Зимина. Судя по записи в нём, Зимин являлся командиром взвода, старшим лейтенантом милиции. Позднее было установлено, что документ подлинный и Зимину его выписали в одной из частей спецназа внутренних войск МВД, дислоцированных в подмосковном городе Софрино. Причем по информации руопцовцев удостоверение было изготовлено не за деньги, а по звонку некоего милицейского начальника фамилия которого им была известна. Также в квартире было изъято большое количество различных финансовых документов, в частности по одному из контрактов проходила сделка на 420 миллионов долларов. Пока шёл обыск, Зимин подъехал к своему дому на автомобиле Jeep Cherokee, однако войдя в подъезд почувствовал неладное и сбежал. Через полчаса его автомобиль задержали, но Зимина в нём уже не было. По информации милиционеров Зимин (позднее объявленный в розыск) отсиделся у своих друзей, которые одолжили ему денег и помогли выехать за границу. По утверждению сотрудников РУОП, благодаря обнаруженным документам были установлены все контролируемые и учрежденные коптевской ОПГ коммерческие структуры, а также выявлены связи коптевских в госструктурах, в том числе и в правоохранительных органах.
Вскоре после вышеописанных событий последовала очередная серия убийств лидеров «коптевских». 11 августа 1995 года был убит Олег Кузнецов, затем 23 октября 1995 года был убит Сергей Морозов, а 18 ноября 1995 года милицией при задержании был застрелен покровитель ОПГ вор в законе Бадри Дгебуадзе. Всего же за 1995 год были убиты шесть лидеров группировки.
26 июня 1996 года правоохранительными органами был задержан коптевский авторитет Михаил Алимов («Алим»).
Ходили слухи, что вскоре у Василия Наумова возник конфликт с лидерами Курганской преступной группировки Андреем Колиговым, Олегом Нелюбиным и Виталием Игнатовым. Однако внешне никаких подтверждений этому не находилось. «Коптевцы» и «курганцы» вместе устраивали застолья в ресторанах, ездили отдыхать. Так, зимой 1996—1997 годов Наум-младший вместе с тремя лидерами «курганцев» ездил на отдых за границу.
Однако уже 23 января 1997 года на улице Петровка автомобиль Василия Наумова был обстрелян. Он направлялся на Петровку, 38 освобождать двух членов Коптевской группировки Вадима Т. и Сергея, которые находились на Петровке (в спортзале) - так называли место допроса. Автоматная очередь буквально разнесла голову авторитета. Убийство вызвало огромный общественный резонанс, поскольку произошло буквально у знаменитого здания ГУВД Москвы - Петровка, 38. Многие сгоряча приписали это убийство легендарному киллеру Александру Солонику, но к тому моменту он уже находился в Греции, и уже 1 февраля был убит. На самом деле в убийстве Василия Наумова участвовали другие члены Курганской группировки. Было установлено что нападавших было трое, двое стрелков и один водитель. Когда Наумов заехал в Успенский переулок у него зазвонил мобильный телефон. Он затормозил и припарковался к обочине тротуара, а затем попросил охранника выйти из машины. Когда охранник вышел а Наумов поднял трубку, это было сигналом для киллеров для начала операции. Один стрелок отвлекал телохранителей (за автомобилем Наумова следовал ещё один автомобиль с двумя охранниками), а другой стрелял по Наумову. В дальнейшем было установлено что основным стрелком был Андрей Вершинин (Андрей Маленький). Ещё лицами принимавшими участие в этом убийстве были некие Нестеров, Малашевский и Таран. Следствием было установлено что именно Малашевский попал в голову Василию Наумову пулями выпущеными им в боковое стекло из АК-74. Операцию убийства Василия Наумова разрабатывал Павел Зеленин по приказанию Андрея Колигова. Василий был похоронен рядом с братом на Ваганьковском кладбище.
Бойцы спецподразделения «Сатурн», чудом уцелевшие во время обстрела, обвинили своё руководство в том, что оно подставило их под бандитские пули. В связи с этим инцидентом некоторые офицеры Управления межведомственной охраны были предупреждены о служебном несоответствии. Начальник же «Сатурна» Виктор Кондрюков был снят со своего поста.

## Разгром ОПГ
После смерти братьев Наумовых «коптевских» возглавил Сергей Зимин по кличке «Зёма» скрывавшийся к тому времени в Испании. В январе 1998 года прокуратура Северного округа Москвы объявила в розыск Сергея Зимина и его ближайших помощников. По версии следствия, они могли быть связаны с убийством тушинского преступного «авторитета» Вячеслава Степанова, которое было совершено 12 января 1998 года у бара «Долина». При нападении на Степанова убийца обстрелял проезжавший мимо трамвай и ранил четырех пассажиров. Одна женщина потом скончалась в больнице.
К тому моменту Коптевская ОПГ насчитывала 250 активных членов, разбитых на 6 мобильных бригад. Однако убийства её лидеров и участников не прекращались вплоть до 2000 года. За полтора года 1998—1999 годов были убиты 10 человек. Продолжались и аресты «коптевских» правоохранительными органами. К маю 2000 года константировалось, что обезглавленная коптевская  группировка практически развалилась. Многие ее участники погибли в разборках, а те, кто выжил, уехали из Москвы и даже из страны.
Сергей Зимин пропал без вести в Испании в сентябре 2000 года. По словам его сына Романа Зимина он перестал выходить на связь с 16 сентября 2000 года. По утверждению киллера Алексея Шерстобитова сделанному в своей книге «Ликвидатор», Зимин был убит людьми из своего окружения.
Дело о расстреле у бара «Долина» было реанимировано правоохранительными органами спустя два десятилетия. В 2024 активный участник ОПГ, телохранитель и приближенный Сергея Зимина , Сергей Замараев («Мэлс») был осуждён за организацию этого преступления и соучастие в убийстве криминального авторитета «Кутепа» совершенное в 1996 году. Свидетельские показания изобличающие Замараева дал бывший лидер Ореховской ОПГ Сергей Буторин.